# Granit (snus)

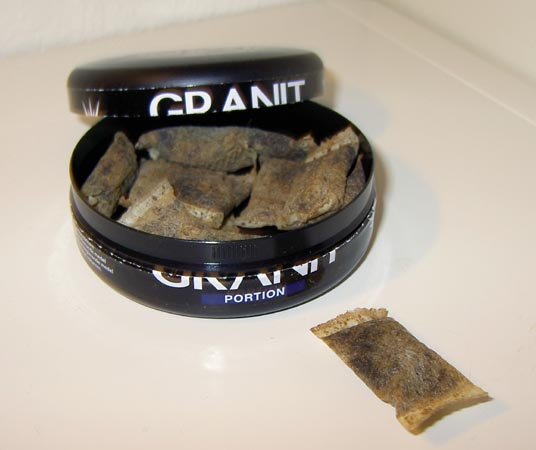
Granit portion

Granit är ett snus tillverkat av Fiedler & Lundgren som lanserades i april 2004. Snuset finns både som portion och lös, och har en smak av ren tobak. Alla Granit-snusdosor tillverkas av plast och från och med våren 2010 levereras dosorna med ett yttre fack för använd snus.

## Varianter
Granitsnus finns idag i åtta olika varianter:
- Granit Lös
- Granit Original Portion
- Granit Maxad Portion
- Granit Stark Portion
- Granit Vit Portion
- Granit Mini Portion (brun)
- Granit Special / Vit Portion med inslag av lakrits
- Granit Summer Edition (Blå&Orange dosa)

Granit lanserades som ett premiumsnus och fanns då i två varianter, Original Portion och Stor Portion (idag Maxad).